# Douglas Bader
Douglas Robert Steuart Bader (ur. 21 lutego 1910 w Londynie, zm. 5 września 1982 tamże) – brytyjski lotnik, as myśliwski okresu II wojny światowej.

## Życiorys

### Młodość
Urodził się 21 lutego 1910 w londyńskiej dzielnicy St John’s Wood jako drugi syn inżyniera lądowego Fredericka Robertsa Badera i Jessie Scott MacKenzie. Pierwsze dwa lata spędził u krewnych na wyspie Man, podczas gdy jego rodzice i starszy brat przebywali w Indiach, gdzie pracował jego ojciec. W wieku 2 lat dołączył do rodziny w Indiach, rok później jego ojciec zrezygnował z posady i cała rodzina wróciła do Londynu, do dzielnicy Kew. Frederick Bader brał udział w I wojnie światowej w korpusie Saperów Królewskich (Royal Engineers), w 1917 został ranny. Po wojnie Frederick Bader został we Francji i został awansowany na majora, zmarł w 1922 w szpitalu w Saint-Omer na skutek powikłań od odniesionych ran.
Matka Douglasa ponownie wyszła za mąż za wielebnego Ernesta Williama Hobbsa. Douglas wychowywał się na plebanii wsi Sprotbrough w hrabstwie South Yorkshire. Jego łagodny ojczym nie był postacią ojca jakiej Douglas potrzebował. Matka nie wykazywała dużego zainteresowania synem i od czasu do czasu wysyłała go do dziadków. Z powodu braku autorytetów Douglas stał się niesforny. Pewnego dnia postrzelił z broni pneumatycznej swojego starszego brata z bliskiej odległości. Po tym incydencie został wysłany do szkoły z internatem Temple Grove School w której chłopcy otrzymywali spartańskie wychowanie. Jego niespożyta energia znalazła ujście w St Edward’s School gdzie otrzymał średnie wykształcenie. Podczas pobytu w St Edward’s z upodobaniem oddawał się sportom, grywał w rugby i z przyjemnością walczył ze starszymi i silniejszymi przeciwnikami. Całkowicie pochłonięty sportem nie przykładał się do nauki i tylko dzięki dyrektorowi szkoły Henry’emu E. Kendallowi osiągnął bardzo dobre wyniki. W połowie 1923, w wieku 13 lat zapoznał się z dwupłatowcem Avro 504 podczas pobytu u swojej ciotki Hazel, żony kapitana RAF Cyrila Burge. Mimo że Douglasowi wizyta się spodobała i wykazywał zainteresowanie lotnictwem nie zapowiadał się zapalonego pilota. Dzięki świetnym wynikom w nauce został przyjęty jako kadet do RAF. Otrzymał również ofertę z Uniwersytetu Oksfordzkiego, którą odrzucił, gdyż wolał Uniwersytet Cambridge.
Jego matka zabroniła mu studiów w Cambridge w grudniu 1927, gdyż nie było jej stać na opłatę czesnego. Dzięki znajomości z Cyrilem Burgem, Douglas dowiedział się o naborze do RAF. Uzyskał piąte miejsce wśród kilkuset kandydatów.

### Początki służby
W 1928 Bader wstąpił do szkoły RAF jako podchorąży (officer cadet) w Cranwell. Nadal był świetnym sportowcem i do już uprawianych dyscyplin dodał boks i hokej. Jazda na motorze była w Cranwell tolerowana aczkolwiek uczniowie uczestniczyli w nielegalnych wyścigach motocyklowych, jak i samochodowych. Bader również brał w tym udział, a na egzaminie otrzymał 19 lokatę na 21 elewów, groziło mu nawet wydalenie. Jednak komendant generał brygady (air vice-marshal) Frederick Halahan udzielił mu ostrzeżenia w cztery oczy. 13 września 1928 Bader odbył swój pierwszy lot z instruktorem na Avro 504, a pierwszy samodzielny lot wykonał 19 lutego 1929. 26 lipca 1930 został mianowany podporucznikiem (pilot officer) i przydzielony do 23 dywizjonu w Kenley. Latał myśliwcami Gloster Gamecock i Bristol Bulldog wykonując karkołomne akrobacje często bez zgody przełożonych. Bulldog mimo dużej prędkości, jak na owe czasy, miał problemy ze stabilnością na małych prędkościach, więc akrobacje tym samolotem były wyjątkowo niebezpieczne. Stanowcze rozkazy zakazywały samowolnych ewolucji poniżej pułapu 2000 stóp (610 metrów). Douglas odebrał rozkaz jako niepotrzebną zasadę bezpieczeństwa, a nie polecenie. Podczas lotu na strzelanie do tarczy osiągnął zaledwie 38% skuteczności. Po docinkach ze strony konkurencyjnego 25 dywizjonu, Bader wzbił się w powietrze aby wykonać akrobacje i pokazać swoje umiejętności. Było to wbrew przepisom, a 7 z 23 wypadków spowodowanych złamaniem regulaminu skończyło się tragicznie. Dowódca 25 dywizjonu oznajmił, że postawiłby Badera przed sądem wojskowym, gdyby ten służył w jego jednostce. Natomiast dowódca 23 dywizjonu, Harry Day, dawał pilotom większą swobodę, lecz zachęcał ich do poznania własnych ograniczeń.

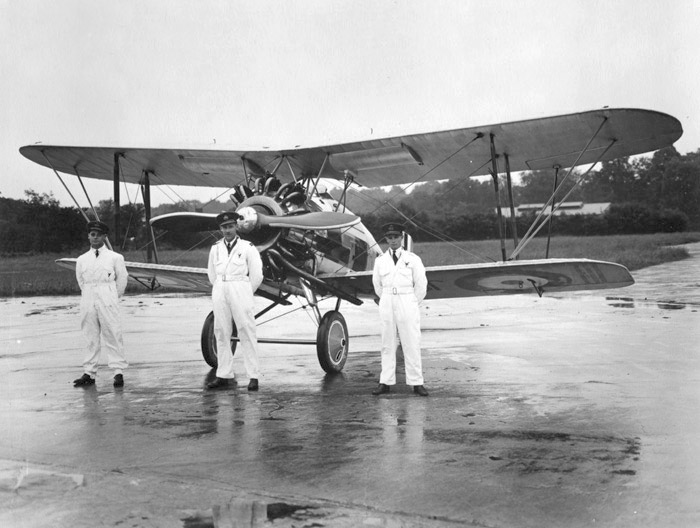
Bader, kpt. Harry Day i por. Geoffrey Stephenson podczas przygotowań do zawodów w Hendon 1932, przed myśliwcem Gloster Gamecock

23 dywizjon wygrał zawody na pokazach lotniczych w Hendon w 1929 i 1930. Wiosną 1931 Bader i Harry Day z powodzeniem obronili tytuł. Pod koniec 1931 przygotowywał się do następnych zawodów z nadzieją kolejnej wygranej. W tym czasie dwóch pilotów zginęło ćwicząc akrobacje. Lotnicy otrzymali ostrzeżenie aby nie ćwiczyć figur poniżej 2000 stóp (610 metrów) i zawsze utrzymywać minimalną wysokość 500 stóp (150 metrów). Mimo tych zaleceń, 14 grudnia na lądowisku w Woodley Bader ćwiczył akrobacje na niskim pułapie samolotem Bulldog Mk. IIA z 23 dywizjonu, rozbił dwupłatowca zawadzając krańcem lewego skrzydła o ziemię. Został natychmiast przewieziony do Royal Berkshire Hospital gdzie wybitny chirurg J. Leonard Joyce amputował mu obie nogi, jedną powyżej a drugą poniżej kolana.
W 1932 po długiej rekonwalescencji został przeniesiony do szpitala RAF w Uxbridge gdzie, po otrzymaniu protez ciężko walczył aby odzyskać dawną sprawność. Z biegiem czasu jego ciężka praca przyniosła efekty, prowadził specjalnie przerobiony samochód, grał w golfa, a nawet tańczył. Podczas rekonwalescencji poznał i zakochał się w Thelmie Edwards, kelnerce z herbaciarni Pantiles w Bagshot. W czerwcu 1932 otrzymał szansę aby udowodnić, że jest zdolny latać, podsekretarz lotnictwa Philip Sassoon załatwił mu lot na Avro 504, który Bader wykonał bezbłędnie, a kolejne badania lekarskie wykazały, że nadaje się do służby. Lecz w kwietniu 1933 decyzja została cofnięta z uzasadnieniem że ta sytuacja nie jest objęta przepisami królewskimi. W maju został zwolniony z RAF i podjął pracę biurową w Asiatic Petroleum Company obecnie Shell, a 5 października 1933 poślubił Thelmę Edwards.
Wraz z narastającym napięciem w Europie w latach 1937–1939, Bader kilkakrotnie zwracał się do Ministerstwa Lotnictwa o przywrócenie do służby, w końcu otrzymał wezwanie na komisję. Był rozczarowany, że proponowano mu jedynie stanowiska naziemne, prawdopodobnie odmówiono mu przydziału do personelu latającego. Z pomocą przyszedł generał Halahan, komendant Badera z Cranwell, który osobiście go poparł i wystąpił do Centralnej Szkoły Lotniczej (Central Flying School) w Upavon aby oceniła jego umiejętności. 14 października 1939 Centralna Szkoła Lotnicza zażądała od Badera aby się zgłosił na loty próbne 18 października. Już następnego dnia wykonał kilka lotów z instruktorem aby odświeżyć swoje umiejętności. Uporczywe wysiłki Badera opłaciły się mimo niechęci ze strony wyższego dowództwa aby mu umożliwić ubieganie się o kategorię A.1.B. (najwyższa kategoria personelu latającego). Po badaniach lekarskich w listopadzie 1939 został uznany za zdolnego do służby w powietrzu i przydzielony do Centralnej Szkoły Lotniczej w celu zapoznania się z nowoczesnymi samolotami. 27 listopada, 8 lat po wypadku, Bader odbył samodzielny lot dwupłatowcem Avro 621 Tutor. W powietrzu nie mógł się oprzeć pokusie aby przewrócić samolot na plecy na wysokości 600 stóp (180 metrów). Następnie przeszedł szkolenie na maszynach Fairey Battle i Miles Master (ostatni etap przed treningiem na myśliwcach Supermarine Spitfire i Hawker Hurricane).

### Druga wojna światowa

#### Dziwna wojna

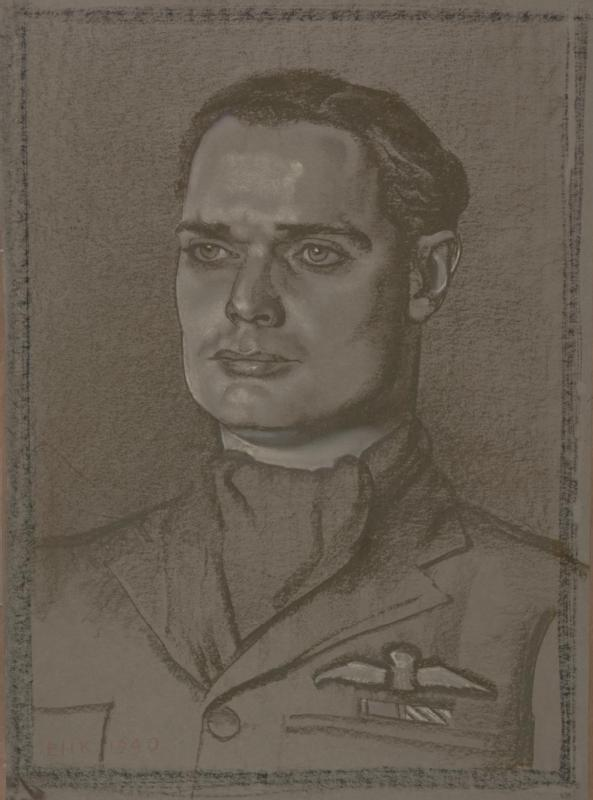
Douglas Bader w 1940 autorstwa Erica Kenningtona (ze zbiorów Imperial War Museum)

W styczniu 1940 został przydzielony do 19 dywizjonu stacjonującego w Duxford niedaleko Cambridge, w wieku 29 lat był jednym z najstarszych pilotów w swojej jednostce. Dowódcą dywizjonu był major (squadron leader) Geoffrey Stephenson, bliski przyjaciel Badera z czasów kiedy służył w Cranwell. Paradoksalnie uważano że Bader był dobrym pilotem myśliwskim z powodu braku nóg, podczas ostrych manewrów w walce powietrznej przeciążenie sprawia, że krew odpływa z mózgu do innych części ciała, przeważnie do nóg co może doprowadzić do utraty przytomności (black-out). Ponieważ Bader nie miał nóg, mógł pozostać przytomny dłużej i dzięki temu miał przewagę nad bardziej sprawnymi przeciwnikami.
Od lutego do maja 1940 ćwiczył loty w formacji, taktykę walki powietrznej i osłaniał konwoje morskie. Uważał, że wroga najlepiej zaatakować z przewagi wysokości i od strony słońca, lecz RAF było innego zdania. Oficjalne rozkazy nakazywały pojedyncze ataki od tyłu. Mimo że Bader nie zgadzał się z tą taktyką, stosował się do rozkazów, jego umiejętności zostały docenione i został dowódcą eskadry. Niedługo potem podczas startu, nie zmienił skoku śmigła w swoim spitfirze w wyniku czego samolot spadł na pas przy prędkości 80 mil na godzinę (150 km/h) i rozbił się. Obrażenia które odniósł w wypadku okazały się niegroźne. Kilka tygodni później awansował na kapitana (flight lieutenant) i objął dowództwo eskadry w 222 dywizjonie.

#### Kampania francuska
10 maja 1940 rozpoczęła się kampania francuska w której alianci szybko zostali zmuszeni do odwrotu i rozpoczęli ewakuację z Dunkierki. Zadaniem brytyjskiego lotnictwa było zapewnienie obrony powietrznej wycofującym się wojskom. Bader odniósł swoje pierwsze zwycięstwo 1 czerwca 1940 niedaleko Dunkierki, zestrzelił messerschmitta Bf 109 i uszkodził messerschmitta Bf 110. W następnym patrolu uszkodził He 111. 4 czerwca omal nie zderzył się z Dornierem Do 17 atakującym aliancką żeglugę, ostrzeliwał tylnego strzelca bombowca zbliżając się do niego z dużą prędkością.
28 czerwca został dowódcą 242 dywizjonu wyposażonego w hurricane’y i stacjonującego Coltishall. Większość personelu dywizjonu stanowili Kanadyjczycy, którzy ponieśli duże straty we Francji co negatywnie wpłynęło na ich morale. Swoje dowodzenie rozpoczął półgodzinnym pokazem wykonując różne figury z zakresu wyższego pilotażu. Z początku piloci okazywali niechęć nowemu dowódcy, lecz Bader szybko sobie pozyskał podwładnych imponując im silną osobowością i wytrwałością, zwłaszcza w walce z biurokracją. Ze swojego nowego dywizjonu zrobił ponownie pełnowartościową jednostkę bojową.

#### Bitwa o Anglię

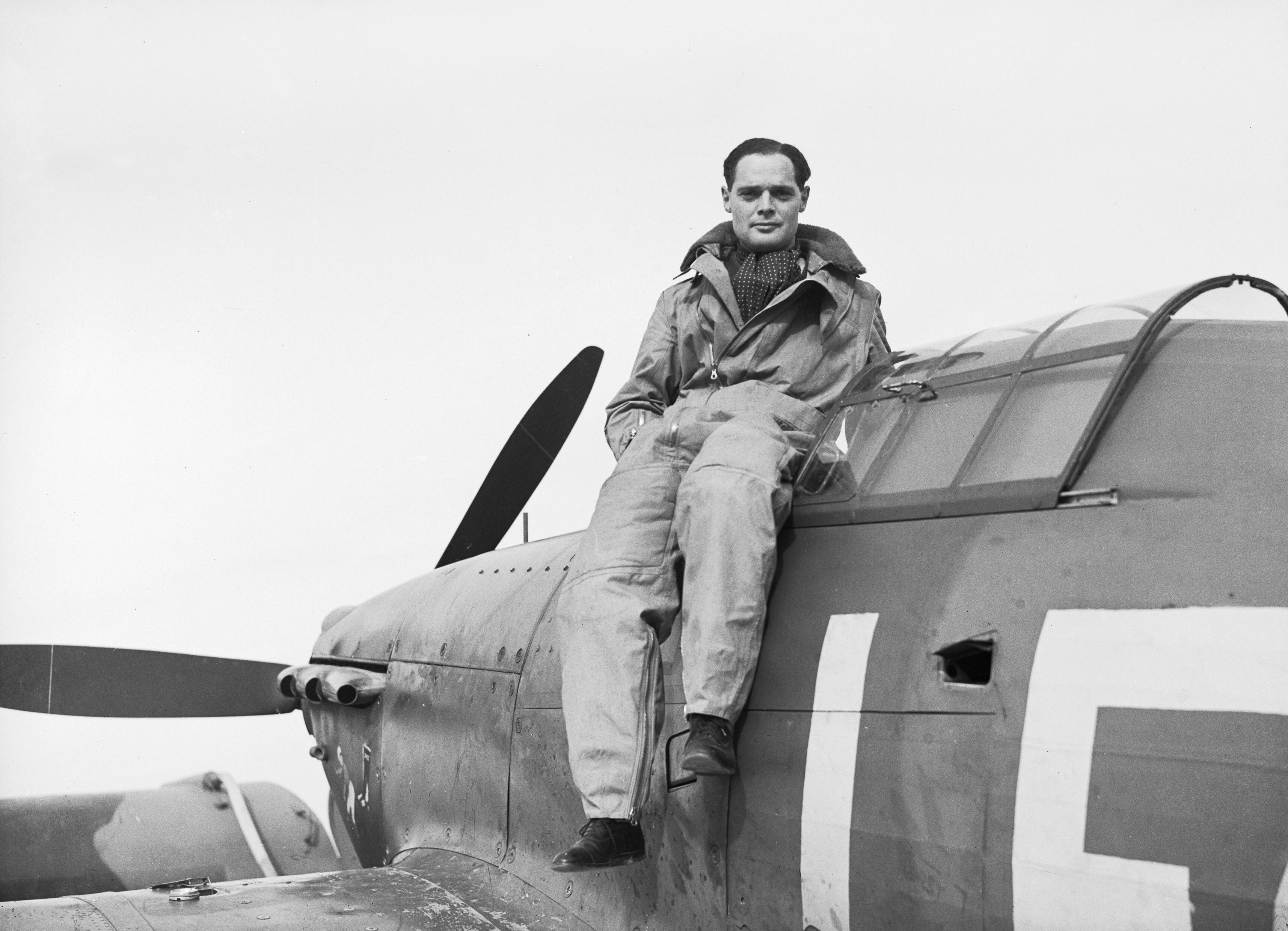
Bader na swoim hurricanie, jako dowódca 242 dywizjonu, po kampanii francuskiej

Po upadku Francji, Wielka Brytania przygotowywała się do odparcia inwazji. Luftwaffe rozpoczęła bitwę powietrzną 10 lipca 1940. Już następnego dnia Bader zestrzelił Do 17 Na kolejne zwycięstwo musiał czekać do 21 sierpnia, niedaleko Great Yarmouth strącił Dorniera do morza. Oba zestrzelenia zostały potwierdzone przez Royal Observer Corps. Pod koniec miesiąca powiększył swoje konto o dwa Bf 110. 30 sierpnia 242 dywizjon powrócił do Duxford gdzie szalała zażarta walka. Tego dnia 242 zgłosił zestrzelenie 10 wrogich maszyn, Bader zaliczył dwa Bf 110. Jednakże inne dywizjony również były zaangażowane w walkę więc trudno stwierdzić która jednostka przyczyniła się do niemieckich strat. 7 września Bader strącił dwa kolejne Bf 110, lecz jego hurricane został ciężko uszkodzony, i z największym trudem wrócił do bazy. Jego zestrzelenia zostały potwierdzone przez innych pilotów. Nazajutrz zgłosił zestrzelenie dwóch Bf 109 oraz jednego junkersa Ju 88. 9 września strącił dorniera i zaatakował heinkla He 111, lecz wyczerpał amunicję, rozwścieczony, myślał o taranowaniu i odcięcia steru przy pomocy śmigła, ale zrezygnował z tego zamiaru. 14 września otrzymał Distinguished Service Order za dowodzenie w walce.
15 września, w kulminacyjnym dniu bitwy o Anglię Bader wykonał kilka lotów bojowych, uszkodził Do 17 i Ju 88 oraz zniszczył Do 17. Według oficjalnego raportu, tego dnia zestrzelił na pewno jedną wrogą maszynę i kilka uszkodził. Strzelec dorniera usiłował wyskoczyć, ale jego spadochron zahaczył o koło ogonowe, zginął gdy bombowiec wpadł do ujścia Tamizy. Bader miał próbować zabić nieszczęsnego lotnika aby skrócić jego mękę. 18 września strącił Do 17 i Ju 88 a 27, Bf 109. 24 września został awansowany do stopnia kapitana (flight lieutenant).
Bader jako przyjaciel i zwolennik dowódcy 12 grupy myśliwskiej Trafforda Leigh-Mallory’ego, dołączył do niego jako aktywny przedstawiciel teorii Wielkiego Skrzydła (Big Wing) co wywołało wiele dyskusji w dowództwie RAF. Krytykował ostrożną taktykę generała Keitha Parka, dowódcy 11 grupy, który miał wsparcie naczelnego dowódcy RAFu Hugh Dowdinga. Bader opowiadał się głośno za bardziej agresywną taktyką tworzenia dużych formacji myśliwców na północ od Londynu gotowych zadać jak największe straty zmasowanym nalotom niemieckich bombowców nad Południowo-wschodnią Anglią. Podczas bitwy o Anglię często dowodził skrzydłem złożonym z pięciu dywizjonów nazywanym Duxford Wing. Osiągnięcia Wielkiego Skrzydła były trudne do ustalenia, duże formacje wymagały wiele czasu aby się zebrać w powietrzu, przesadzały ze zgłoszeniem zwycięstw i często nie docierały na czas aby wesprzeć 11 grupę, która walczyła z liczniejszym przeciwnikiem. Próba wprowadzenia nowej taktyki prawdopodobnie przyczyniła się do odejścia Keitha Parka i Hugh Dowdinga w listopadzie 1940. Bader i Leigh-Mallory wiedzieli że zwycięstwa zgłaszane przez wielkie skrzydła były przesadzone i prawdopodobnie usiłowali użyć tych liczb jako argument do usunięcia ze stanowisk Parka i Dowdinga by móc kontynuować taktykę dużych formacji. Bader po wojnie podkreślał, że zarówno on sam, jak i Leigh-Mallory chcieli aby taktyka wielkich skrzydeł obowiązywała jedynie w 12 grupie. Obaj twierdzili, według Badera, że w 11 grupie taktyka nie sprawdziłaby się ponieważ jej dywizjony znajdowały się za blisko wroga i potrzebowałyby zbyt wiele czasu aby się zebrać.
As myśliwski Johnnie Johnson przedstawił zrównoważony pogląd o taktyce Badera: użycie wielkich skrzydeł mogłoby się zakończyć fatalnie, nie tylko dlatego że potrzebowały dużo czasu aby się zebrać, lecz również dlatego że formacje 60 lub 70 myśliwców osiągających docelowy pułap mogły być dostrzeżone z daleka i stanowiłyby doskonały cel dla messerschmittów. Geniusz Parka polegał na tym że odmawiając skoncentrowania swoich samolotów, zachował je podczas bitwy. Co nie oznacza że dwa lub trzy skrzydła 10 i 12 grupy nie odegrałyby znaczącej roli w bitwie.
Podczas bitwy o Anglię Bader latał na trzech Hurricanach: pierwszy o numerze seryjnym P3061 na którym osiągnął 6 zwycięstw, drugi o nieustalonym numerze na którym odniósł jedno zwycięstwo i dwa uszkodzenia oraz trzeci z numerem V7467 na którym powiększył swoje konto o 4 pewne zestrzelenia, jedno prawdopodobne i dwa uszkodzenia. Ostatnia maszyna rozbiła się 1 września 1941 w locie treningowym. W sumie podczas Bitwy o Anglię strącił 11 samolotów.
12 grudnia 1940 został odznaczony Distinguished Flying Cross za osiągnięcia w bitwie o Anglię, jego jednostka 242 dywizjon zgłosiła 62 zestrzelenia.

#### Na czele skrzydła
18 marca 1941 otrzymał awans na stopień podpułkownika (wing commander) i był jednym z pierwszych dowódców skrzydła którzy latali bojowo. Dowodził trzema dywizjonami, 145, 610 i 616 stacjonującymi w Tangmere. Zadaniem skrzydła była osłona średnich bombowców nad północno-zachodnią Europą. Wyprawy myśliwsko-bombowe nad okupowanymi krajami miały na celu wiązać siły Luftwaffe które w przeciwnym razie brałyby udział w walkach na froncie wschodnim. Jednym z „przywilejów” dowódcy skrzydła było pozwolenie na oznakowanie samolotu swoimi inicjałami, w ten sposób na spitfirze Badera namalowano litery DB.
W 1941 skrzydło zostało przezbrojone na spitfire’y Mk.Vb wyposażone w 2 działka Hispano 20mm oraz 4 karabiny maszynowe Browninga kal. 7.69 mm. Bader latał na starszej wersji Mk.Va wyposażonej w 8 kaemów, gdyż twierdził, że są skuteczniejsze w walce z myśliwcami. Jego taktyka wymagała bliskiego podejścia, mógł wtedy wyczuć niszczycielski efekt broni o małym kalibrze. W tym samym czasie RAF przeprowadzało próby z działkami zamontowanymi na skrzydłach które wykazały szereg niedociągnięć.
7 maja 1941 w walce z Bf 109 odniósł jedno pewne i jedno prawdopodobne zwycięstwo. Messerschmitty należały do Jagdgeschwader 26 którym dowodził niemiecki as Adolf Galland. Bader i Galland spotkali się ponownie 21 czerwca w walce nad Desvres. Cztery dni później strącił dwa Bf 109. 2 lipca zestrzelił Bf 109 a drugiego uszkodził, 4 lipca ostrzelał kolejnego messerschmitta który tak zwolnił, że Bader omal się z nim nie zderzył. 6 lipca zaatakował kolejną „stodziewiątkę” której pilot ratował się skokiem ze spadochronem. To zwycięstwo zostało potwierdzone przez Johniego Johnsona oraz skrzydłowego Badera, Alana Smitha. 10 lipca powiększył swoje konto o dwa Bf 109 zniszczone na pewno i jeden uszkodzony. 12 lipca jednego Bf 109 zniszczył a 3 uszkodził między Béthune a Saint-Omer. 23 strącił kolejnego „messera”, zwycięstwo zostało potwierdzone przez pilotów 242 dywizjonu.
Pod koniec 1941, mimo przemęczenia pilotów, Bader naciskał aby wykonywać więcej lotów chcąc powiększyć swoje konto, co według Billy’ego Burtona, dowódcy 616 dywizjonu wprowadziło zły nastrój w skrzydle i omal nie doprowadziło do buntu. Bezpośredni przełożony Badera, Dowódca 11 grupy Leigh-Mallory ustąpił i pozwolił mu latać bojowo nad Francją mimo że jego 20 zwycięstw oraz widoczne zmęczenie zmuszały Mallory’ego aby rozważył jego wycofanie z działań bojowych. Ostatecznie Mallory, aby nie drażnić Badera, nie zastosował wobec niego żadnych ograniczeń.

#### Ostatni lot
Od 24 marca do 9 sierpnia 1941 Bader wykonał 62 „loty na wymiatanie” (sweep). 9 sierpnia wykonał lot zaczepny nad francuskim wybrzeżem między Abbeville a Wissant dowodząc kluczem 4 spitfire’ów. Tego dnia jego zaufany skrzydłowy Alan Smith był niezdolny do lotu z powodu przeziębienia. Zaraz po przekroczeniu wybrzeża zauważono formację 12 Bf 109 lecących około 2000-3000 stóp (600-900 metrów) poniżej. Bader zanurkował na wrogie samoloty zbyt szybko i gwałtownie by odłożyć poprawkę i wycelować, niewiele też brakowało do zderzenia z jednym z nich. Gdy wzniósł się na 24000 stóp (7300 metrów) został sam i rozważał powrót do bazy. Jednak spostrzegł 6 Bf 109 kilka mil przed sobą, zaatakował nieprzyjacielskie samoloty od dołu, pierwszą serią strącił jednego z nich, po czym przeniósł ogień na messerschmitta ciągnącego za sobą biały dym, wtedy zauważył dwie inne wrogie maszyny kierujące się na niego z lewej strony. Wykonał ostry skręt i przeleciał między nimi, chwile później poczuł wstrząs, przekonany, że zderzył się z jednym z Niemców. Jego spitfire po stracie tylnej części kadłuba, ogona i statecznika, szybko tracił wysokość, pikując do ziemi w korkociągu. Bader odrzucił owiewkę, odpiął pasy a pędzące powietrze wyciągało go na zewnątrz, lecz jedna z protez ugrzęzła w kokpicie. Spadał tak przez jakiś czas aż pękł pasek przytrzymujący protezę, wtedy otworzył spadochron.
Bader przez lata sądził, że zderzył się w powietrzu z Bf 109, lecz dwie inne przyczyny są brane pod uwagę: zestrzelenie przez niemiecki samolot lub omyłkowe ostrzelanie przez spitfire’y. Najnowsze badania wykazały, że tego dnia żaden messerschmitt Bf 109 nie zderzył się z innym samolotem. Również wątpliwe jest że Bader padł ofiarą niemieckiego lotnika. Sierżant (Feldwebel) Max Meyer z JG 26 zgłosił zestrzelenie spifire’a 9 sierpnia rano. Według archiwum Luftwaffe, tego dnia tylko dwóch niemieckich pilotów zgłosiło zestrzelenie, Meyer i podporucznik (Leutnant) Kosse. Ponadto Meyer wspomniał, że podążył za spadającym spitfire’m i obserwował jak pilot skacze ze spadochronem, co pasuje do wspomnień Badera. Bader spotkał Maxa Meyera w 1981 na pokazach lotniczych w Sydney. Jednakże żaden z meldunków niemieckich pilotów nie jest zgodny ze zniszczeniem spitfire’a Badera. Każdy z nich został odrzucony. Opis zwycięstwa porucznika Kossego zgadza się z zestrzeleniem sierżanta Haydona z 452 dywizjonu. W 2003 historyk lotnictwa Andy Saunders napisał książkę pt. Bader’s Last Flight (Ostatni lot Badera) w której sugeruje że Bader został omyłkowo zestrzelony przez kapitana Cassona z 616 dywizjonu. Zgłosił on zestrzelenie Bf 109 od którego odpadł ogon a pilot ratował się skokiem ze spadochronem. Wspomniał również, że obserwował szamotanie się pilota przed skokiem. Bader leciał blisko Niemców a Casson miał zaledwie kilka sekund na oddanie strzału i pomylił spitfire’a z messerschmittem. W liście do Badera z 28 maja 1945 Casson wyjaśnił całą sytuację, lecz list został ocenzurowany gdy trafił do opinii publicznej. Całkowicie usunięto akapit opisujący odstrzelony ogon rzekomego Bf 109 i pilota skaczącego na spadochronie. Saunders uznał, że nie jest to absolutny dowód i że należałoby odnaleźć wrak samolotu. Mimo wielu poszukiwań spitfire Badera nie został odnaleziony.

#### W niewoli

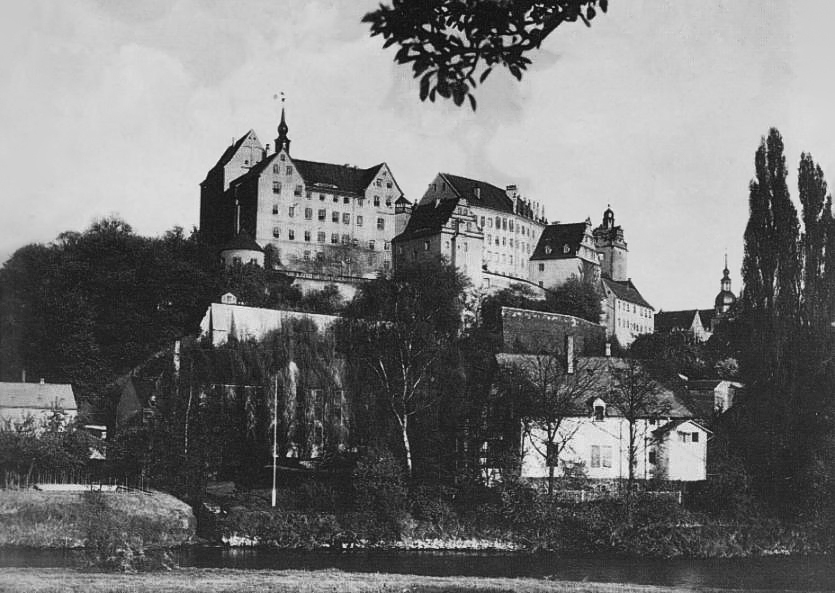
Zamek w Colditz w kwietniu 1945, w którym Bader był przetrzymywany przez prawie 3 lata

Niemcy traktowali Badera z szacunkiem. Podczas skoku ze spadochronem zgubił swoją prawą protezę, lewa ucierpiała przy lądowaniu. Generał Adolf Galland zaproponował Brytyjczykom aby dostarczyli drogą lotniczą nową parę protez. Hermann Göring wyraził na to zgodę. 19 sierpnia w ramach operacji noga (Leg Operation) bombowiec RAF zrzucił na spadochronie skrzynię z nowymi protezami nad Saint-Omer. Bader podjął próbę ucieczki ze szpitala w którym wracał do zdrowia spuszczając się przez okno na linie z powiązanych prześcieradeł, jednak niedługo po zejściu na ziemię został złapany. Przez kolejne kilka lat w niewoli Bader uważał za swój obowiązek szkodzić wrogowi. Wiele razy próbował uciekać, aż Niemcy zagrozili mu odebraniem protez. W sierpniu 1942 uciekł z Johnnym Palmerem oraz trzema innymi oficerami z obozu Stalag Luft III w Żaganiu. Na nieszczęście dla uciekinierów, pewien oficer z JG 26 znajdował się niedaleko Żagania i chciał się spotkać z legendarnym dowódcą skrzydła. Gdy spostrzegł, że Badera nie ma wszczął alarm. Kilka dni później Bader został pojmany. Przed schwytaniem, został opisany w liście gończym jako „inwalida chodzący o lasce”, co nie było zgodne z rzeczywistością. Ostatecznie 18 sierpnia 1942 został przeniesiony do obozu w Colditz w którym pozostał do wyzwolenia przez Armię Stanów Zjednoczonych, 15 kwietnia 1945.

### Lata powojenne
Po powrocie do Anglii, Bader poprowadził przelot defiladowy 300 samolotów nad Londynem w czerwcu 1945. Był komendantem szkoły lotnictwa myśliwskiego, na początku 1946 awansował na stopień pułkownika (group captain). 21 lipca 1946 odszedł z RAFu i podjął pracę w Royal Dutch Shell. Mimo że inne przedsiębiorstwa proponowały mu większe zarobki, pozostał w Shellu gdzie w wieku 23 lat, po wypadku, znalazł zatrudnienie. Innym powodem jego lojalności była możliwość latania lekkimi samolotami jaką oferowało stanowisko kierownika, lecz entuzjazm Badera dla dalszej służby w RAF-ie zmalał. Większość czasu spędził za sterami Percival Proctor i Miles Gemini. W 1969 przeszedł na emeryturę, w tym samym roku pracował jako doradca techniczny w filmie Bitwa o Anglię.

## Życie prywatne
Pierwsza żona Badera, Thelma, zachorowała na raka krtani w 1967. Świadoma że może nie przeżyć, spędzała z mężem jak najwięcej czasu. Zmarła po długiej walce 24 stycznia 1971. Bader ożenił się ponownie 3 stycznia 1973 z Joan Murray. Spędzili resztę życia w Marlston, 80 kilometrów od Londynu.
Bader działał również na rzecz osób niepełnosprawnych i był przykładem jak zwyciężyć ułomność.
Douglas Bader zmarł 5 września 1982.

## Ordery i odznaczenia
- Odznaka Rycerza Kawalera
- komandor Orderu Imperium Brytyjskiego
- Distinguished Service Order
- Distinguished Flying Cross